# Tatiana Rjabusjinskaja
Tatiana Michajlovna Rjabusjinskaja (Tatiana Riabouchinska, ryska Татьяна Рябушинская), född 23 maj 1917 i Moskva, Ryssland, död 24 augusti 2000 i Los Angeles, Kalifornien, USA, var en rysk ballerina och koreograf.
Riabouchinska fick sin skolning av Matilda Ksjesinskaja, och blev senare prima ballerina i Frankrike. I USA undervisade hon bland andra Rita Moreno, Ann-Margret och Joanne Woodward.
Han var särskilt uppskattad för sina insatser i baletterna Sylfiderna och Auroras bröllop.